# Okres Fălești
Okres Fălești se nachází na severozápadě Moldavské republiky, ve vzdálenosti asi 125 km od hlavního města Kišiněva.
Okres Fălești zaujímá rozlohu 1072 km², žije zde 100 900 obyvatel, z toho 82 300 obyvatel ve venkovských oblastech a 18 600 obyvatel v městských oblastech.

## Správní rozdělení
Okres Fălești se skládá z jednoho města a 43 vesnic.
Město
- Fălești

Obce
1. Albinețul Vechi
  - Albinețul Nou
  - Rediul de Jos
  - Rediul de Sus
2. Bocani
3. Catranîc
4. Călinești
  - Chetriș
  - Chetrișul Nou
  - Hîncești
5. Călugăr
  - Frumușica
  - Socii Noi
  - Socii Vechi
6. Ciolacu Nou
  - Ciolacu Vechi
  - Făgădău
  - Pocrovca
  - Șoltoaia
7. Egorovca
  - Ciuluc
  - Catranîc, loc.st.cf
8. Făleștii Noi
  - Pietrosul Nou
9. Glinjeni
10. Hiliuți
  - Răuțelul Nou
11. Horești
  - Lucăceni
  - Unteni
12. Ilenuța
13. Ișcălău
  - Burghelea
  - Doltu
14. Izvoare
15. Logofteni
  - Moldoveanca
16. Mărăndeni
17. Musteața
18. Natalievca
  - Beleuți
  - Comarovca
  - Ivanovca
  - Popovca
  - Țapoc
19. Năvîrneț
20. Obreja Veche
  - Obreja Nouă
21. Pietrosu
  - Măgura
  - Măgura Nouă
22. Pînzăreni
  - Pînzărenii Noi
23. Pîrlița
24. Pompa
  - Pervomaisc
  - Suvorovca
25. Pruteni
  - Cuzmenii Vechi
  - Drujineni
  - Valea Rusului
26. Răuțel
27. Risipeni
  - Bocșa
28. Sărata Veche
  - Hitrești
  - Sărata Nouă
29. Scumpia
  - Hîrtop
  - Măgureanca
  - Nicolaevca
30. Taxobeni
  - Hrubna Nouă
  - Vrănești